# Heinrich Ernst Raßmann
Heinrich Ernst Raßmann (* 11. Februar 1734 in Stapelburg; † 31. Dezember 1812) war ein deutscher Lehrer, Bibliothekar, Gelegenheitsdichter und Pfarrer.

## Leben
Heinrich Ernst Raßmann war der Sohn des Pastors Johann Caspar Raßmann aus Stapelburg in der Grafschaft Wernigerode. 1750 ging er an das Lyceum in Wernigerode und ab 1753 besuchte er zum Theologiestudium an die Universität Halle bei Siegmund Jakob Baumgarten. An der Universität Leipzig beendete er das Studium und wurde zunächst Lehrer am gräflich-stolbergischen Waisenhaus in Wernigerode auf der Lindenallee unterhalb von Schloss Wernigerode. Später erfolgte seine Berufung zum Konrektor am Wernigeröder Lyceum. 1763 unterbreitete ihn Graf Christian Ernst zu Stolberg-Wernigerode das Angebot, die Stelle als gräflicher Bibliothekar auf Schloss Wernigerode zu übernehmen, was Raßmann dankend annahm. Er gab den Lehrerberuf auf und war fortan nur noch für die gräfliche Familie Stolberg tätig. Als Bibliothekar hat er sich nicht bloß als Vorstand dieser Sammlung großes Verdienst erworben und zugleich seine umfassenden Kenntnisse bereichert, sondern war auch mit Rath und That stets um seinen hochverdienten und groß angelegten Herrn beschäftigt. Seine große Anhänglichkeit an denselben bewies er namentlich durch seine zahlreichen Gelegenheitsdichtungen, die er demselben bei den verschiedensten Anläßen überreichte und die auch dadurch ein Interesse gewähren, daß sie zeigen, wie sein Sohn die poetische Befähigung vom Vater her geerbt hat. Seine Stellung ermöglichte ihm, eine Familie zu gründen; er heiratete Charlotte Stolle aus Stadthagen. Ihr Sohn war der Enzyklopädist und Bibliograph Friedrich Raßmann.
Als der regierende Graf 1771 starb, blieb er im Amt und diente fortan dessen Sohn, dem Pietisten Heinrich Ernst zu Stolberg-Wernigerode, und dessen Sohn Christian Friedrich zu Stolberg-Wernigerode. Als er 1783 besser bezahltes Stellenangebot aus Halberstadt erhielt, verließ er nach zwanzig Jahren den gräflichen Dienst und wurde Rektor der Martinischule in Halberstadt. 1788 übernahm er das Amt des Predigers an der Martinikirche. 1793 wurde er Mitglied der geistlichen Provinzial-Examinationskommission. 1796 erhielt er den Titel eines preußischen Konsistorialassessors verliehen. 
Nachdem 1804 seine Frau gestorben war, heiratete er mit 70 Jahren ein zweites Mal. 1810 trat er mit 76 Jahren in den Ruhestand. Zwei Jahre später starb er zu Silvester.

## Festadressen, Festgedichte und Widmungen (Auswahl)
- Meiner Durchlauchtigsten Fürstin am Tage der Vermählung Hochderoselben Frau Tochter mit dem Durchlauchtigsten Printzen von Anhalt-Cöthen. Struck, Wernigerode 1766.
- Dem uns von Gott wieder geschenckten Herrn, bey Hochderoselben ersten Wiederkunft in die Bibliothek. Struck, Wernigerode 1767.
- Unterthänigster Glückwunsch an des Regierenden Herrn Hochgräfl. Gnaden bey Gelegenheit der Vermählung Hochderoselben Einzigen Herrn Enkels des Herrn Grafen Christian Friederich, mit der Hochgebornen Gräfin Auguste Eleonore, Gebornen Gräfin zu Stolberg. o. O. 1768.